# AEW x NJPW: Forbidden Door
AEW x NJPW: Forbidden Door é um evento pay-per-view (PPV) de wrestling profissional co-promovido pela promoção americana All Elite Wrestling (AEW) e pela promoção japonesa New Japan Pro-Wrestling (NJPW). Criado em 2022, é realizado anualmente no mês de junho e conta com a competição direta entre os lutadores das duas promoções. O evento leva o nome do mesmo termo frequentemente usado pela AEW quando se refere ao trabalho com outras empresas de wrestling profissional.

## História
Em fevereiro de 2021, a promoção americana de wrestling profissional All Elite Wrestling (AEW) iniciou uma parceria com a promoção japonesa New Japan Pro-Wrestling (NJPW). Desde então, tanto a AEW quanto a NJPW tiveram seus lutadores aparecendo nos shows uma da outra nos Estados Unidos. Em 15 de abril de 2022, foi relatado que um evento planejado co-promovido pelas duas promoções estava em andamento.
No episódio de 20 de abril de 2022 do AEW Dynamite, o presidente da AEW, Tony Khan, apresentou o presidente da NJPW, Takami Ohbari, para fazer um grande anúncio sobre suas respectivas empresas. Eles foram interrompidos pelo lutador da AEW Adam Cole, que anunciou oficialmente que um evento pay-per-view (PPV) co-promovido intitulado Forbidden Door seria realizado em 26 de junho de 2022, no United Center em Chicago, Illinois. O evento recebeu o nome do mesmo termo frequentemente usado pela AEW quando se refere ao trabalho com outras promoções de wrestling profissional.
Em 15 de março de 2023, um segundo evento Forbidden Door entre AEW e NJPW foi programado para ser realizado em 25 de junho de 2023, na Scotiabank Arena em Toronto, Ontário, Canadá, estabelecendo assim o Forbidden Door como um evento anual entre as duas empresas.
Em 11 de abril de 2024, a terceira Forbidden Door foi anunciada para acontecer em 30 de junho de 2024, na UBS Arena no Long Island vila de Elmont, Nova Iorque. Este foi o primeiro evento Forbidden Door a contar com o envolvimento do World Wonder Ring Stardom, uma promoção feminina japonesa comprada pela NJPW naquela época, assim como do Consejo Mundial de Lucha Libre (CMLL) do México, uma promoção parceira da AEW e da NJPW.
Em agosto de 2024, anúncios do lado de fora do Estádio de Wembley, em Londres, foram exibidos dias antes do evento All In da AEW, que foi realizado no local, anunciando que o Forbidden Door de 2025 seria realizado em Londres. Durante o pré-show "Zero Hour" do All In, o evento Forbidden Door de 2025 foi confirmado para acontecer em Londres, em 24 de agosto de 2025. Este será o primeiro evento Forbidden Door realizado fora da América do Norte e o quinto evento da AEW fora do continente.
Em 15 de abril de 2025, o local foi confirmado como The O2 Arena.

## Eventos
| #                                                      | Evento                | Data                 | Cidade                   | Local            | Evento principal                                                      | Ref.         |
| ------------------------------------------------------ | --------------------- | -------------------- | ------------------------ | ---------------- | --------------------------------------------------------------------- | ------------ |
| 1                                                      | Forbidden Door (2022) | 26 de junho de 2022  | Chicago, Illinois        | United Center    | Jon Moxley vs. Hiroshi Tanahashi pelo AEW World Championship interino | [ 10 ]       |
| 2                                                      | Forbidden Door (2023) | 25 de junho de 2023  | Toronto, Ontario, Canadá | Scotiabank Arena | Bryan Danielson vs. Kazuchika Okada                                   | [ 11 ]       |
| 3                                                      | Forbidden Door (2024) | 30 de junho de 2024  | Elmont, Nova Iorque      | UBS Arena        | Swerve Strickland (c) vs Will Ospreay pelo Campeonato Mundial da AEW  | [ 6 ]        |
| 4                                                      | Forbidden Door (2025) | 24 de agosto de 2025 | Londres, Inglaterra      | The O2 Arena     | TBA                                                                   | [ 12 ] [ 9 ] |
| (c) – refere-se ao(s) campeão(ões) que vão para a luta |                       |                      |                          |                  |                                                                       |              |